# Llerena (Gerichtsbezirk)
Der Gerichtsbezirk Llerena ist einer der 14 Gerichtsbezirke in der Provinz Badajoz.
Der Bezirk umfasst 20 Gemeinden auf einer Fläche von 2.535,35 km² mit dem Hauptquartier in Llerena.

## Gemeinden
| Gemeinde                | Einwohner (2024) | Fläche km² | Dichte Einw./km² | Cod INE | Postleitzahl |
| ----------------------- | ---------------- | ---------- | ---------------- | ------- | ------------ |
| Ahillones               | 784              | 21,54      | 36               | 06003   | 06940        |
| Azuaga                  | 7.595            | 497,89     | 15               | 06014   | 06920        |
| Berlanga                | 2.214            | 127,79     | 17               | 06019   | 06930        |
| Campillo de Llerena     | 1.314            | 234,04     | 6                | 06029   | 06443        |
| Casas de Reina          | 207              | 49,80      | 4                | 06034   | 06960        |
| Fuente del Arco         | 660              | 115,36     | 6                | 06053   | 06960        |
| Granja de Torrehermosa  | 1.900            | 151,69     | 13               | 06059   | 06910        |
| Higuera de Llerena      | 339              | 113,40     | 3                | 06065   | 06445        |
| Llera                   | 802              | 71,50      | 11               | 06073   | 06227        |
| Llerena                 | 5.645            | 162,68     | 35               | 06074   | 06900        |
| Maguilla                | 929              | 97,87      | 9                | 06076   | 06939        |
| Malcocinado             | 346              | 26,24      | 13               | 06077   | 06928        |
| Puebla del Maestre      | 658              | 79,17      | 8                | 06105   | 06906        |
| Reina                   | 142              | 72,43      | 2                | 06110   | 06970        |
| Retamal de Llerena      | 429              | 96,12      | 4                | 06112   | 06442        |
| Trasierra               | 593              | 58,18      | 10               | 06134   | 06909        |
| Usagre                  | 1.723            | 240,74     | 7                | 06136   | 06290        |
| Valencia de las Torres  | 480              | 210,22     | 2                | 06139   | 06444        |
| Valverde de Llerena     | 566              | 41,22      | 14               | 06144   | 06927        |
| Villagarcía de la Torre | 891              | 67,47      | 13               | 06150   | 06950        |
| Gerichtsbezirk Llerena  | 28.217           | 2.535,35   | 11               | –       | –            |